# Ross Tong
Ross Tong est un rameur néo-zélandais né le 21 avril 1961 à Wanganui.

## Biographie
Ross Tong participe à l'épreuve de quatre avec barreur aux Jeux olympiques d'été de 1984 à Los Angeles avec comme partenaires Brett Hollister, Barrie Mabbott, Don Symon et Kevin Lawton. Les cinq néo-zélandais remportent la médaille de bronze.